# 科普捷沃区
科普捷沃区 (俄语：район Коптево) 是莫斯科北行政区的一个区，毗邻季米里亚泽夫学院公园及其学术池塘。该区面积为5.08平方公里，2021年人口为100,642人。该区是一个绿色安静的住宅区，公寓楼建于1930年至1970年间。莫斯科大学的某些院系和一些专门的医疗诊所位于该街区。该地区有快速铁路运输站科普捷沃站、莫斯科中央环线的利霍博雷站和莫斯科中央直径线的红波罗的海舰队水兵站，最近的地铁站是沃伊科夫站，区内有电车运行。彼得罗夫购物中心设有美食广场和大型杂货店，“黎明”休闲中心内设有健身房、电影院、几家咖啡馆、多家餐馆和商店。

## 图集

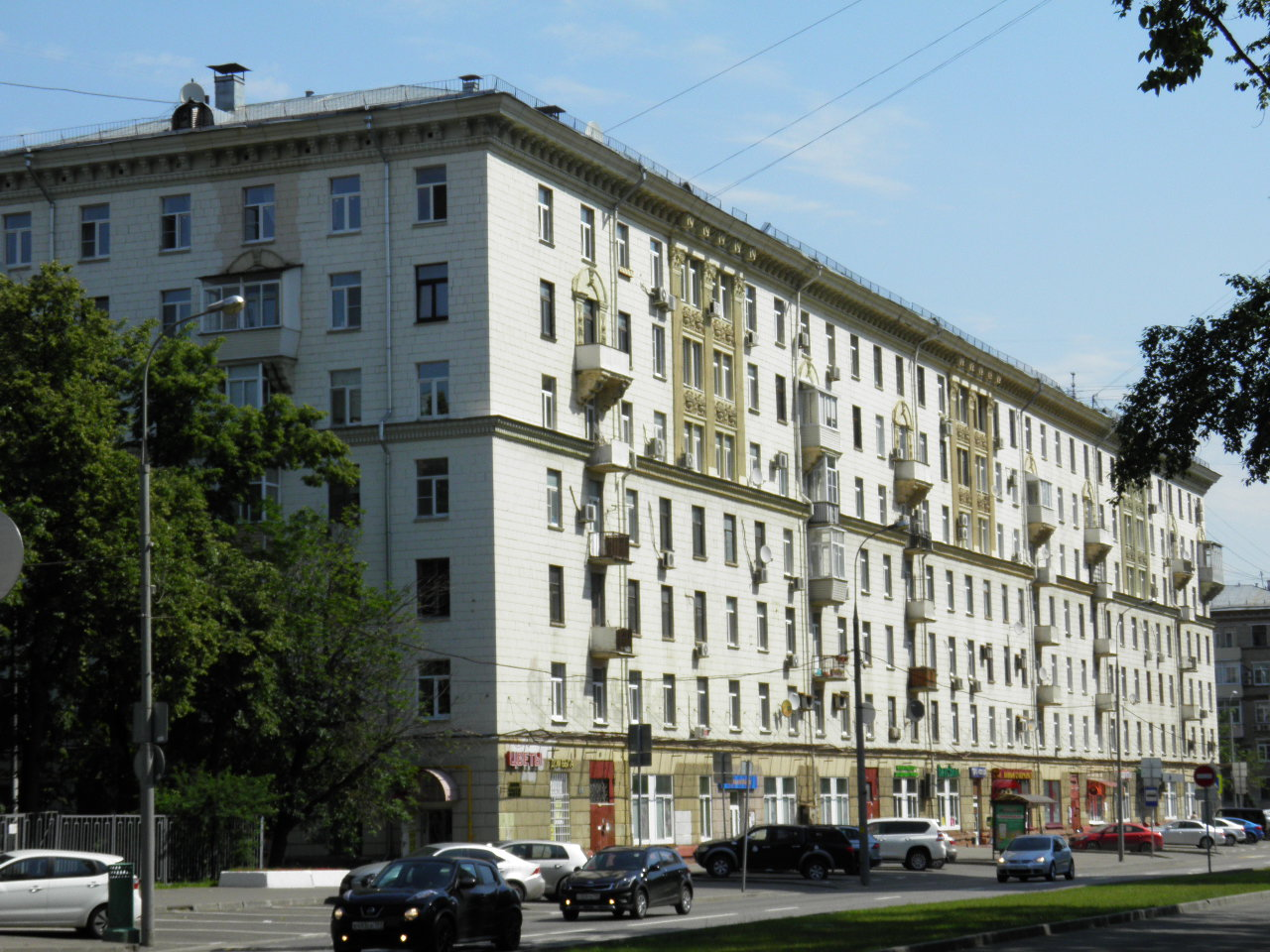
科普捷沃区
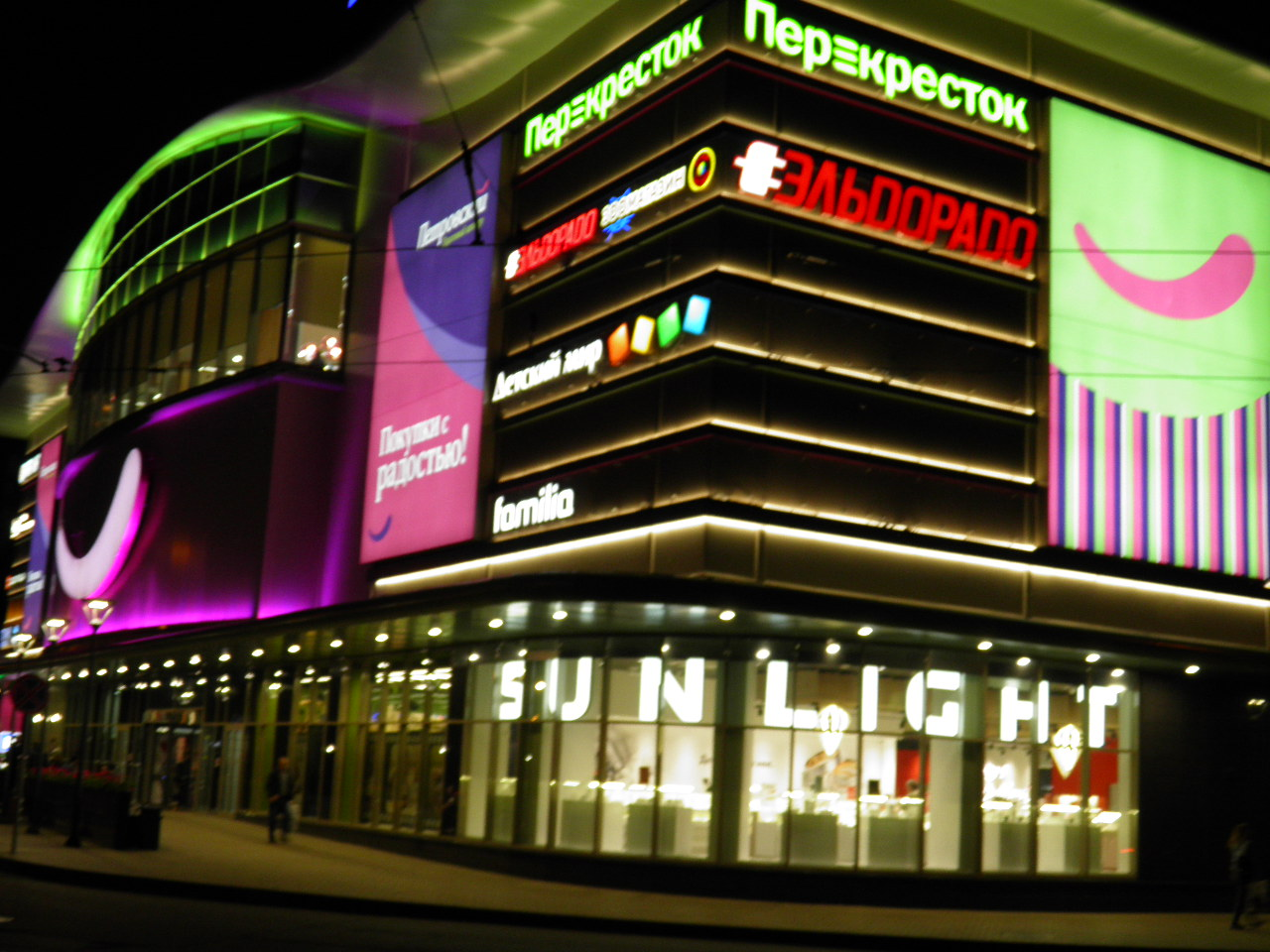
科普捷沃区
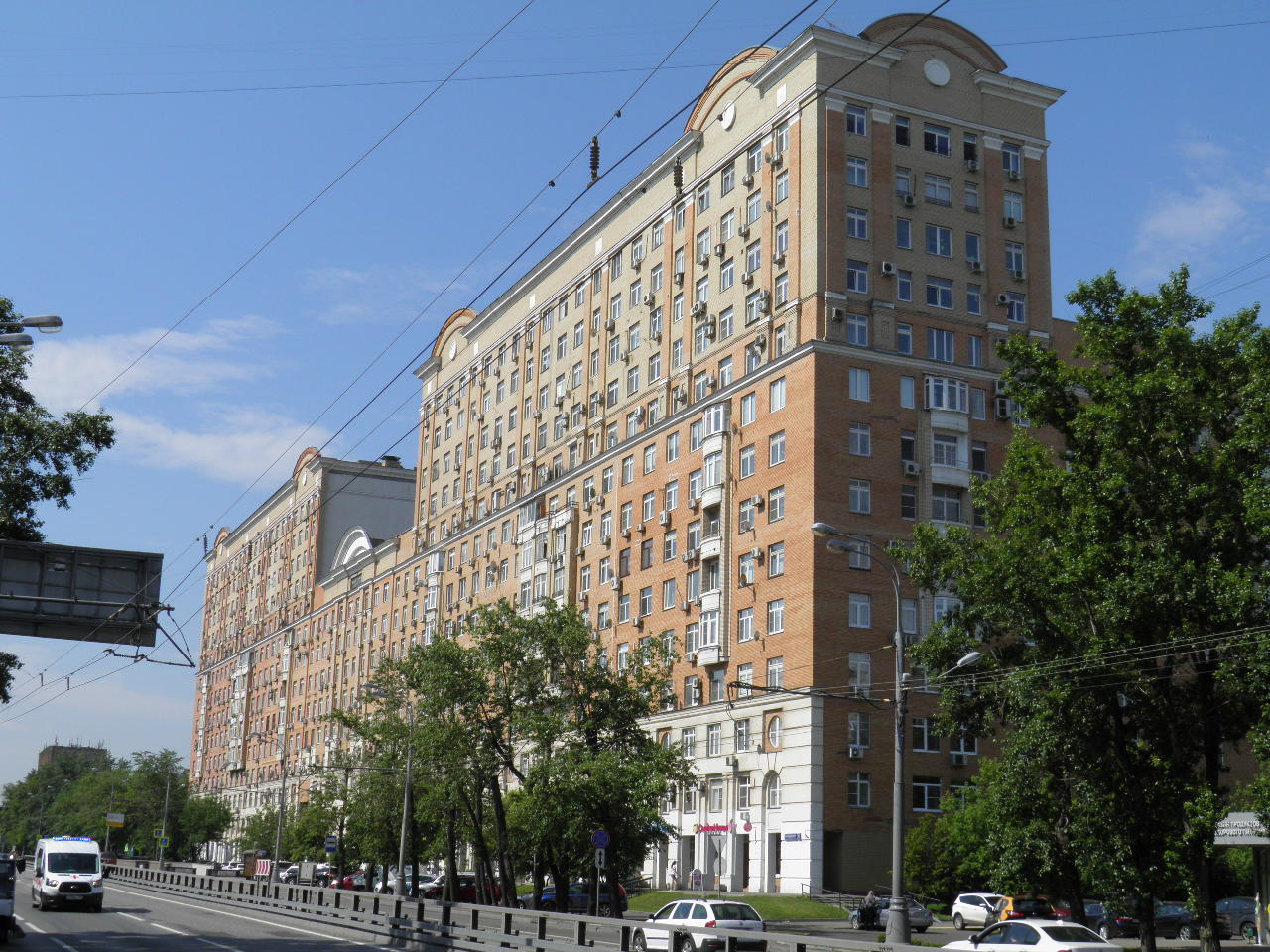
科普捷沃区的主要街道
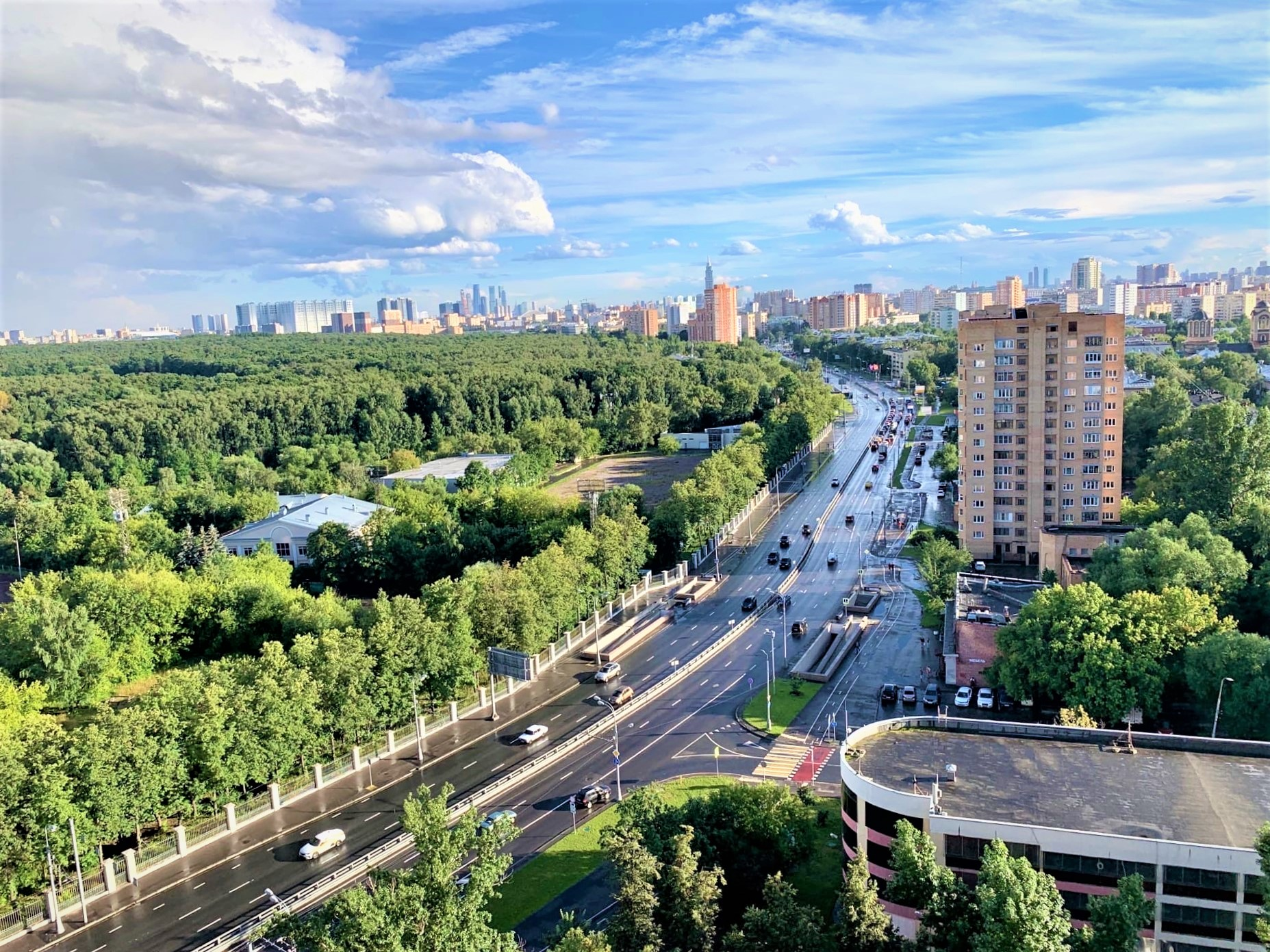
科普捷沃区和邻近的季米里亚泽夫公园
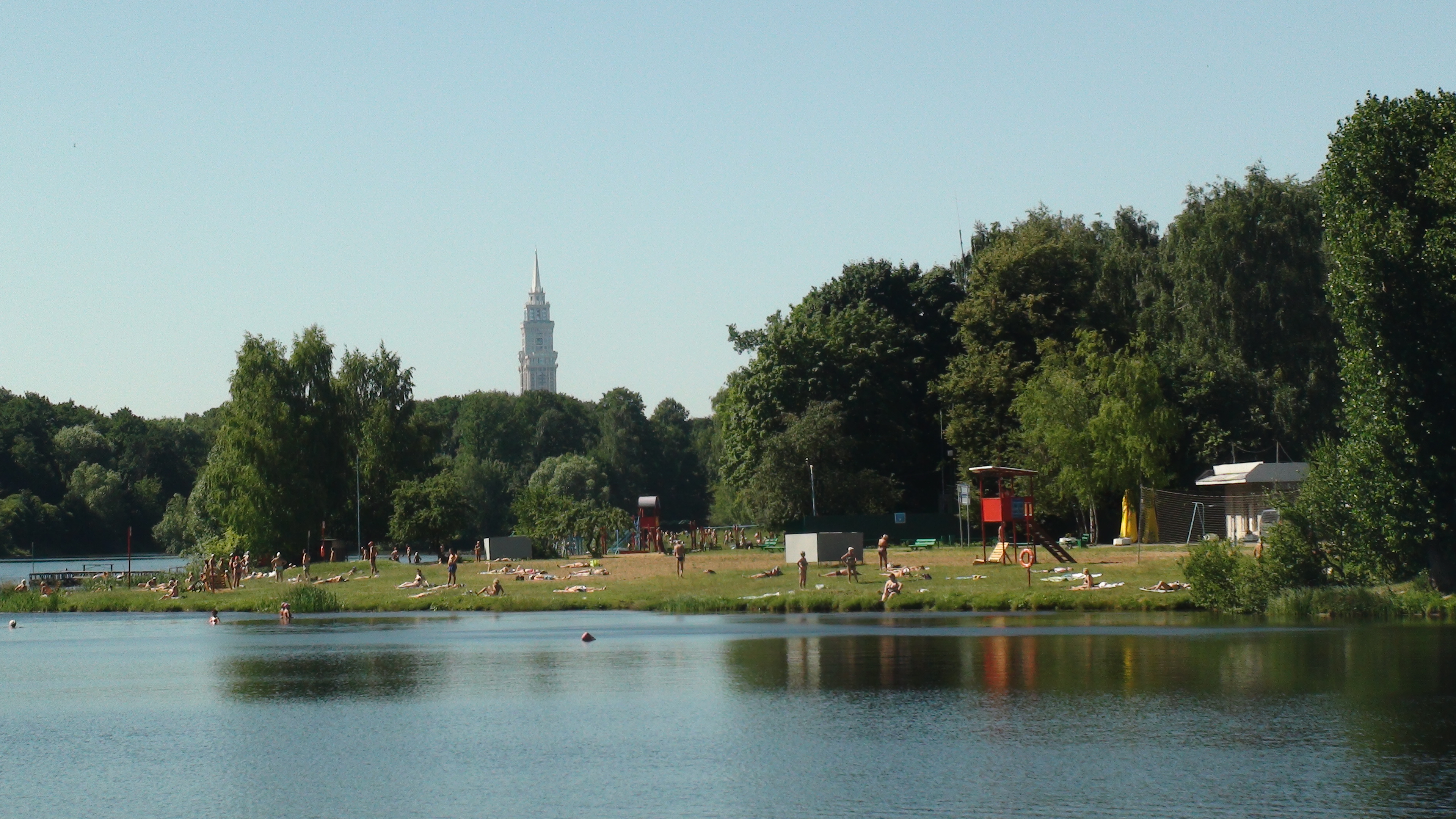
季米里亚泽夫公园的大花园池塘和科普捷夫的海滩
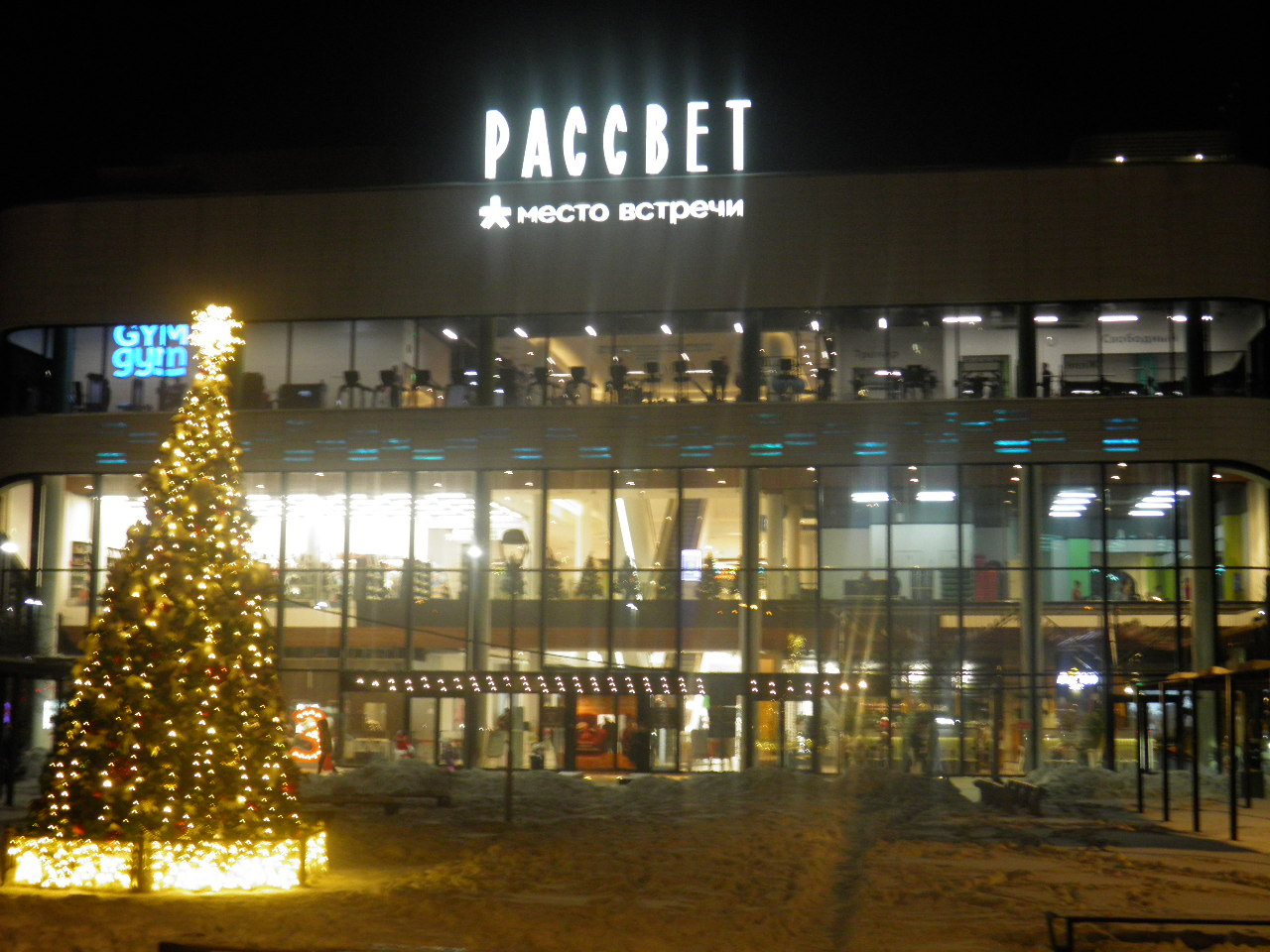
“黎明”购物中心和电影院
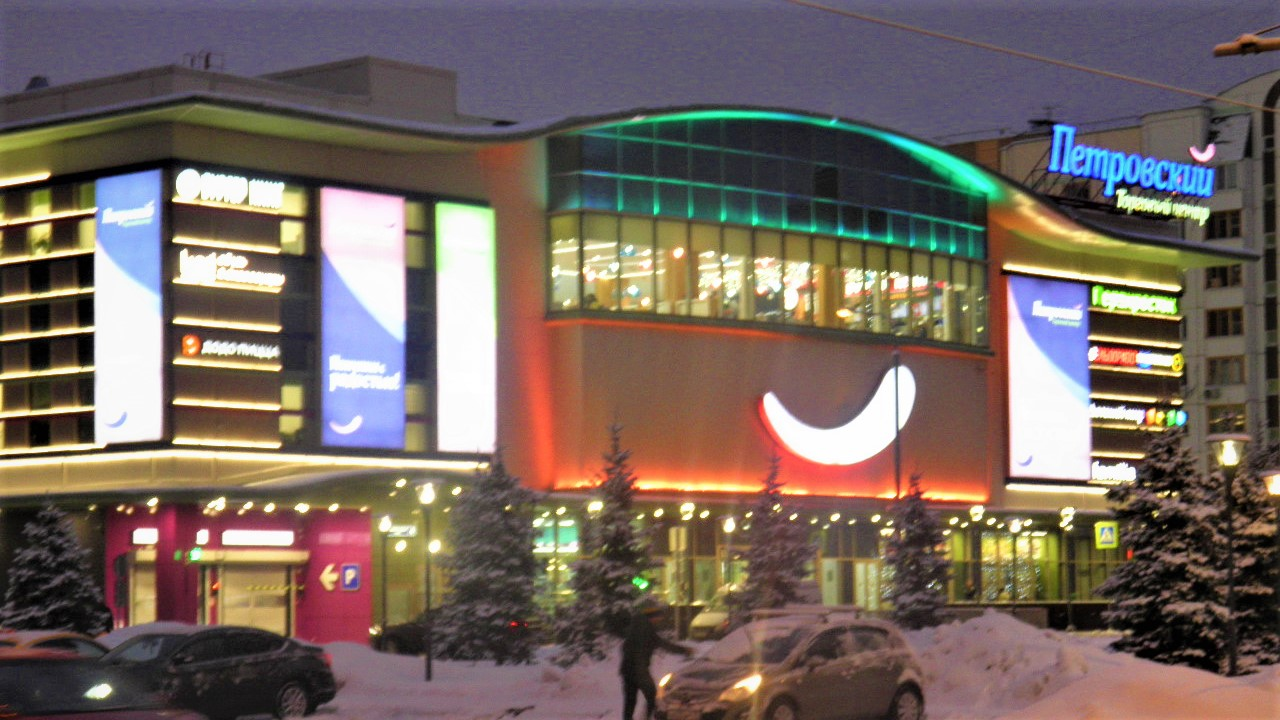
彼得罗夫斯基购物中心
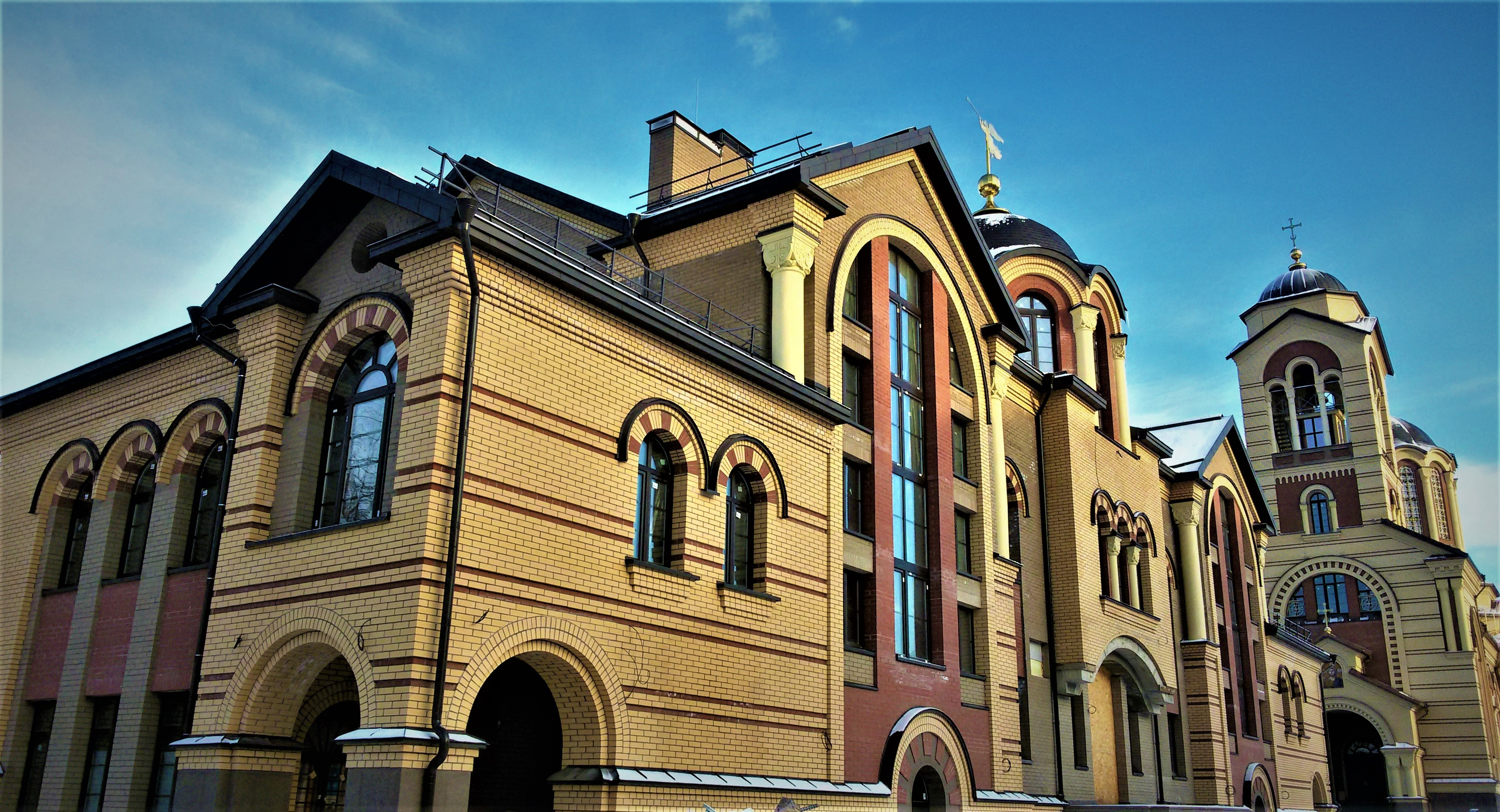
科普捷沃区,Trimifuntsky 的 Spyridon神庙
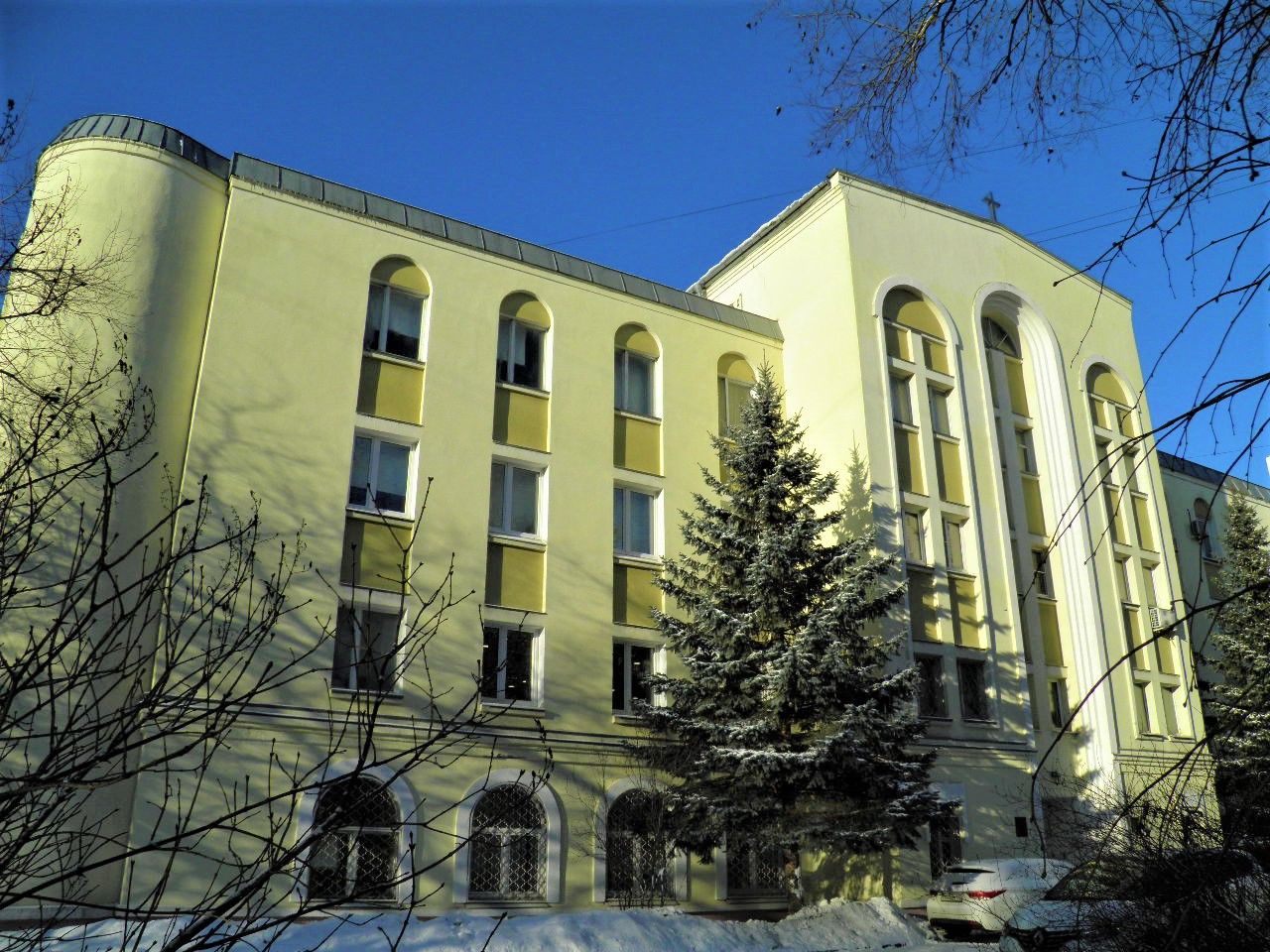
韩国教区的卫理公会教堂
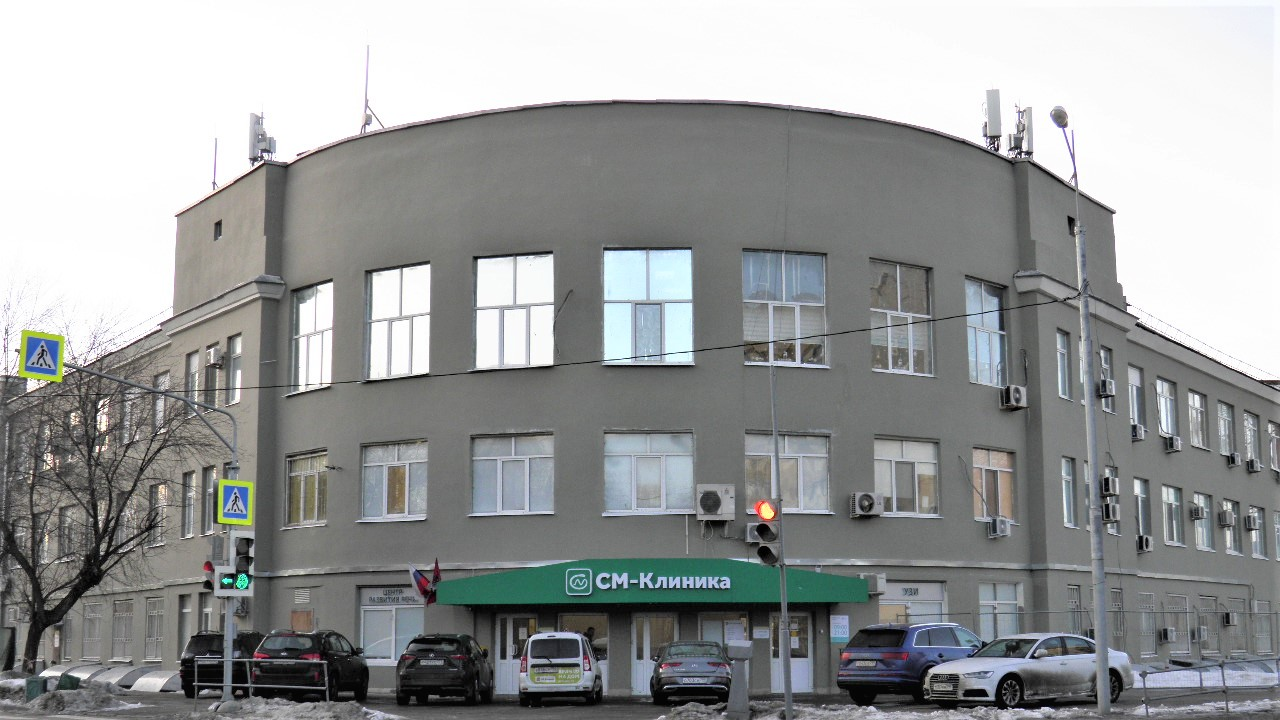
综合医院 1940包豪斯建筑
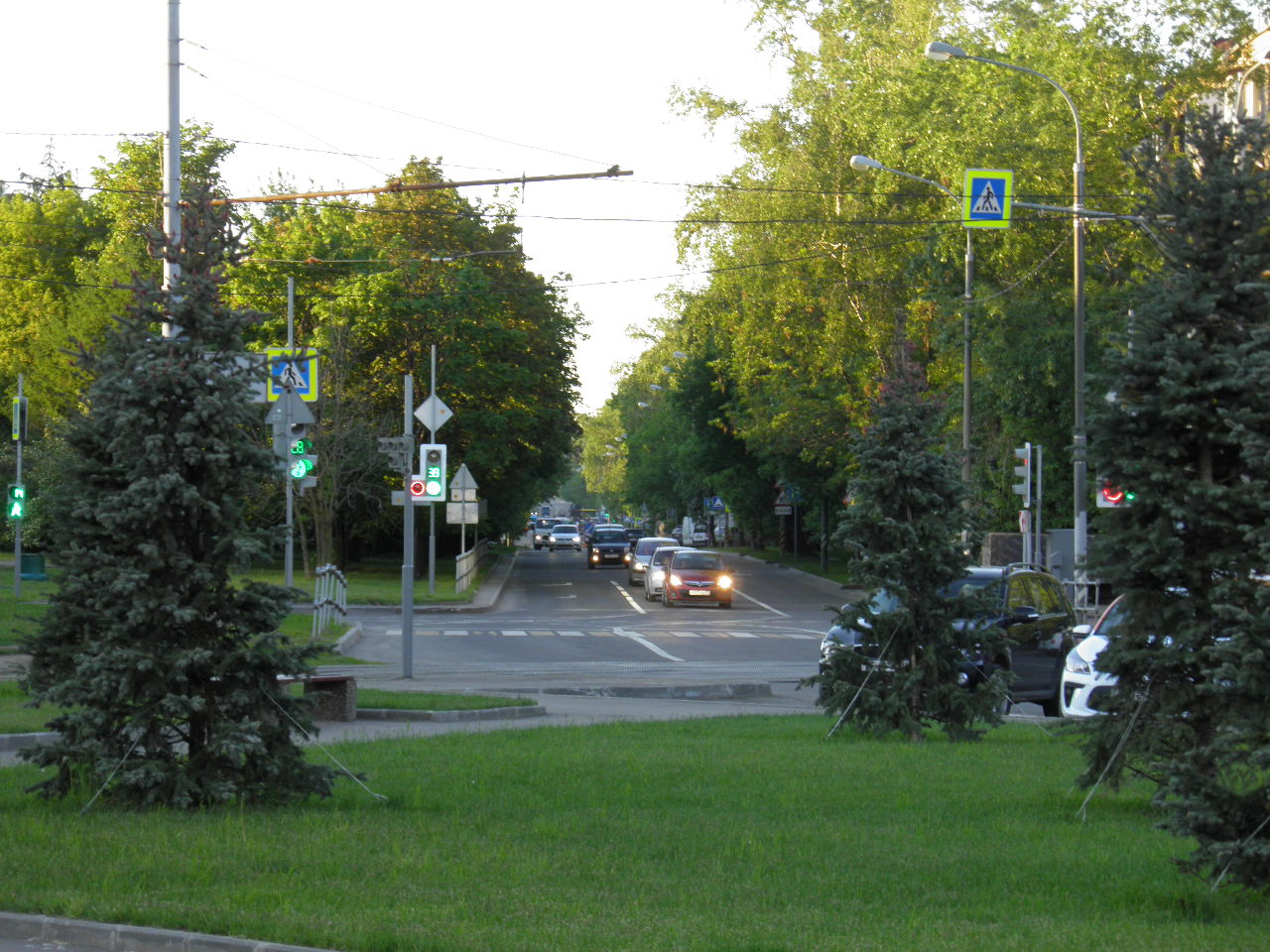
科普捷沃街
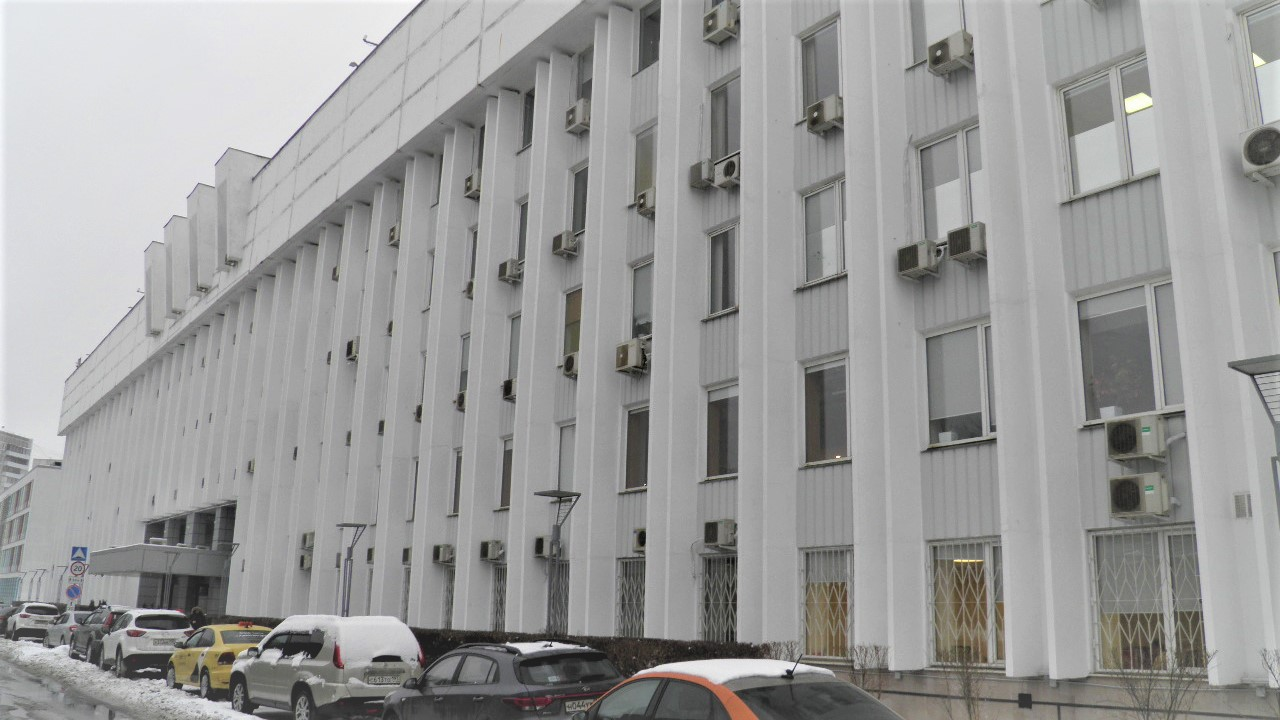
Severstal办公室 苏联现代主义]]
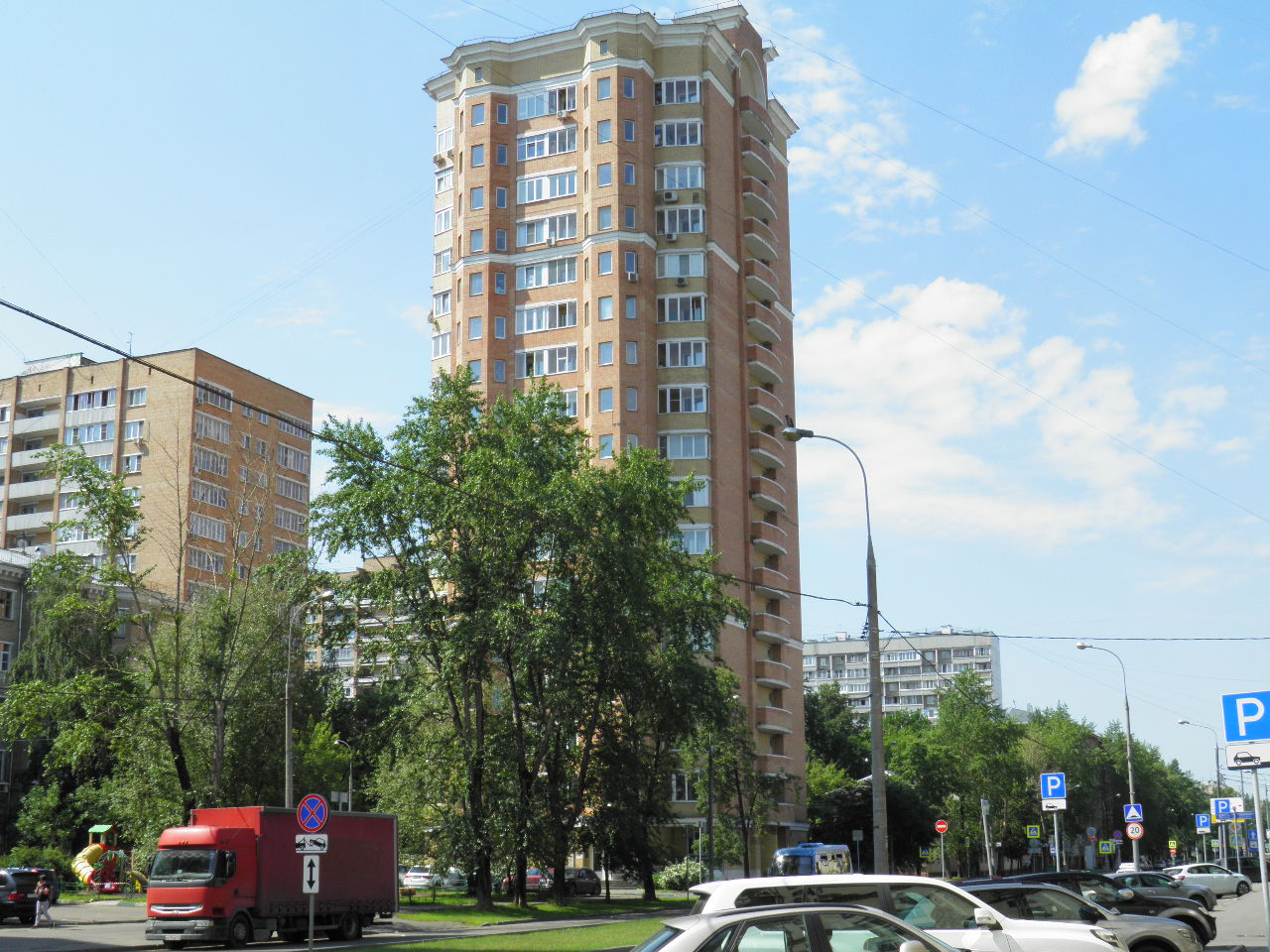
科普捷沃 公寓楼
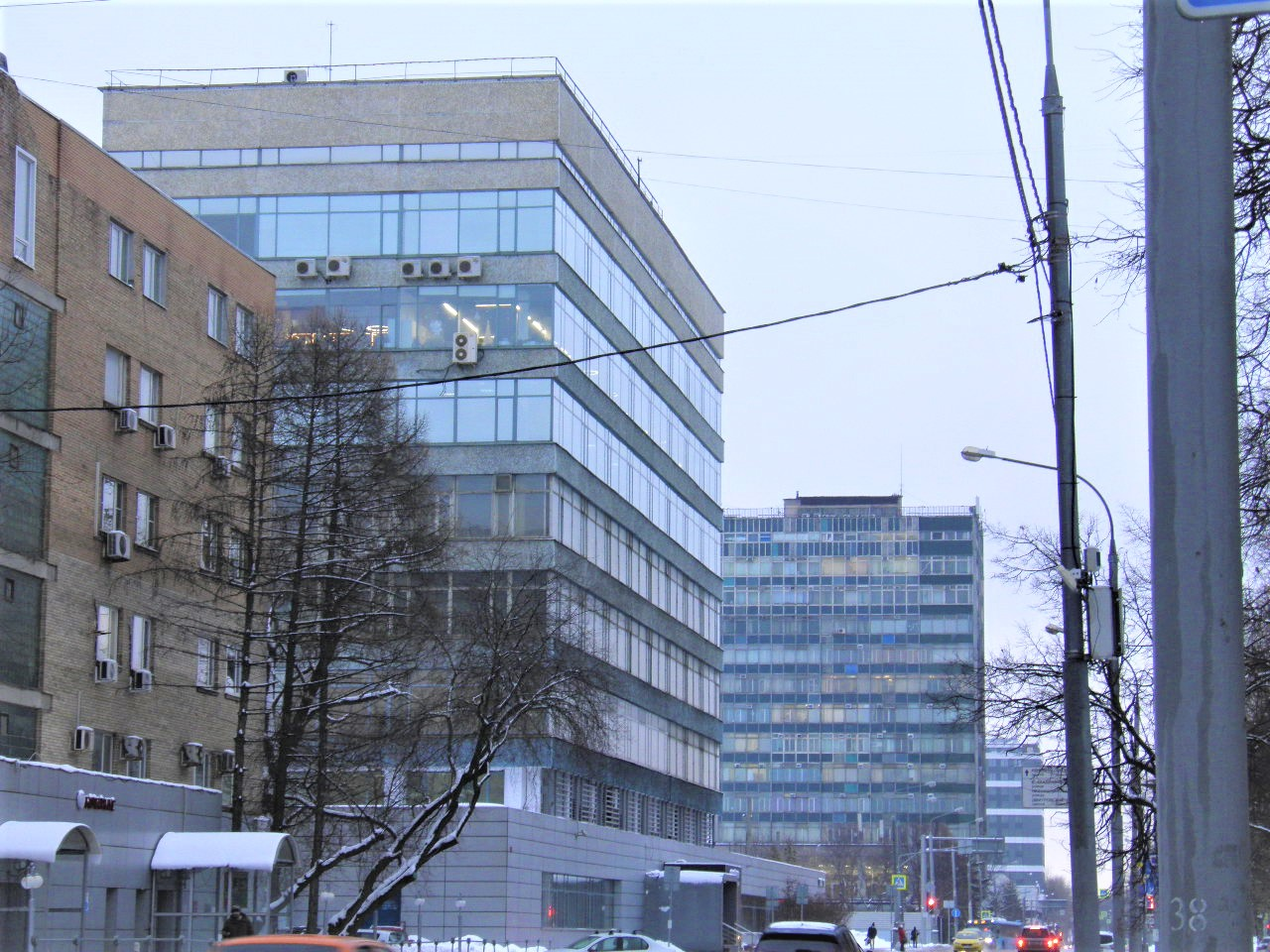
科普捷沃 办公楼
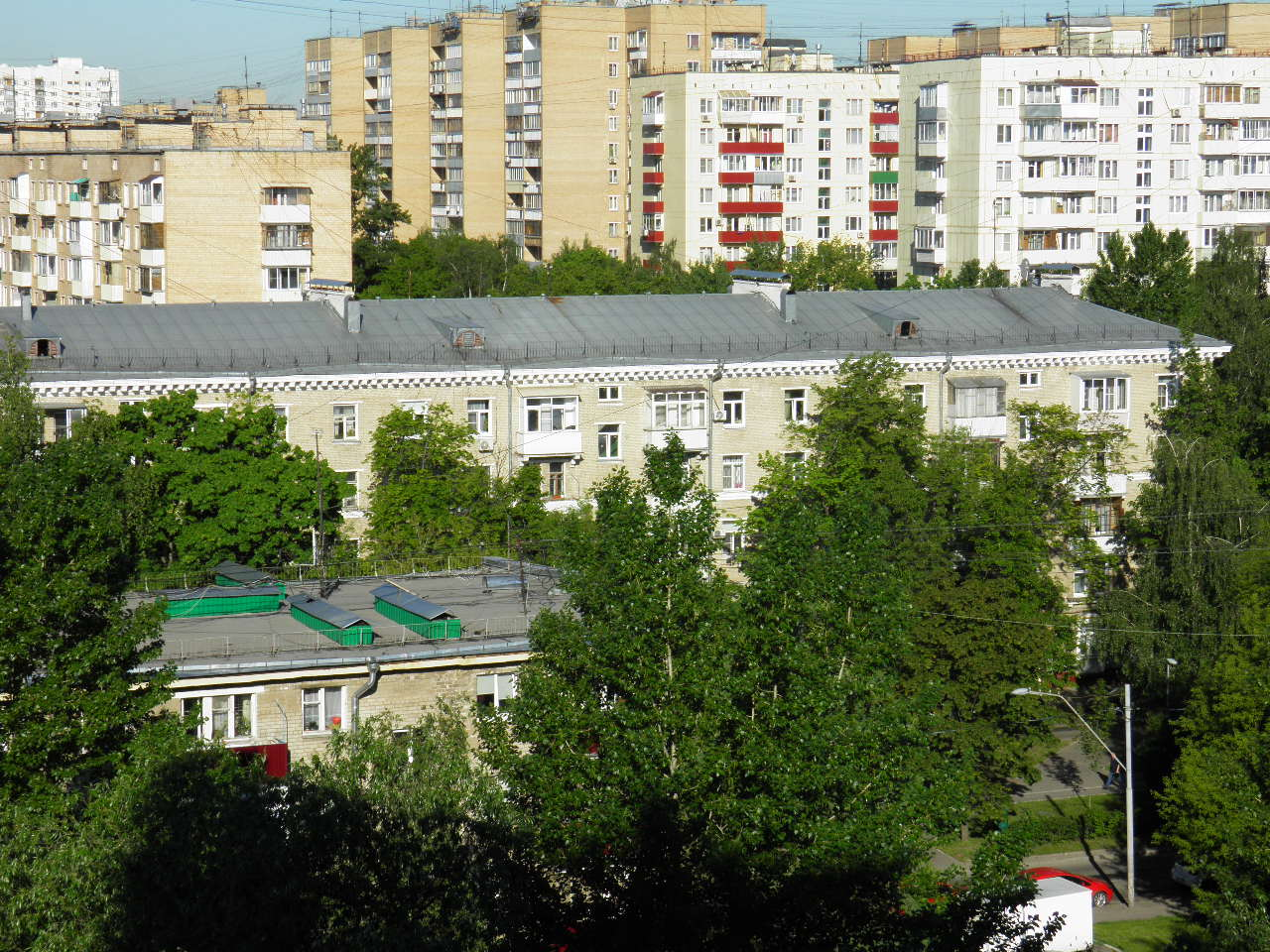
科普捷沃 住宅区
内政部大学 苏联现代主义
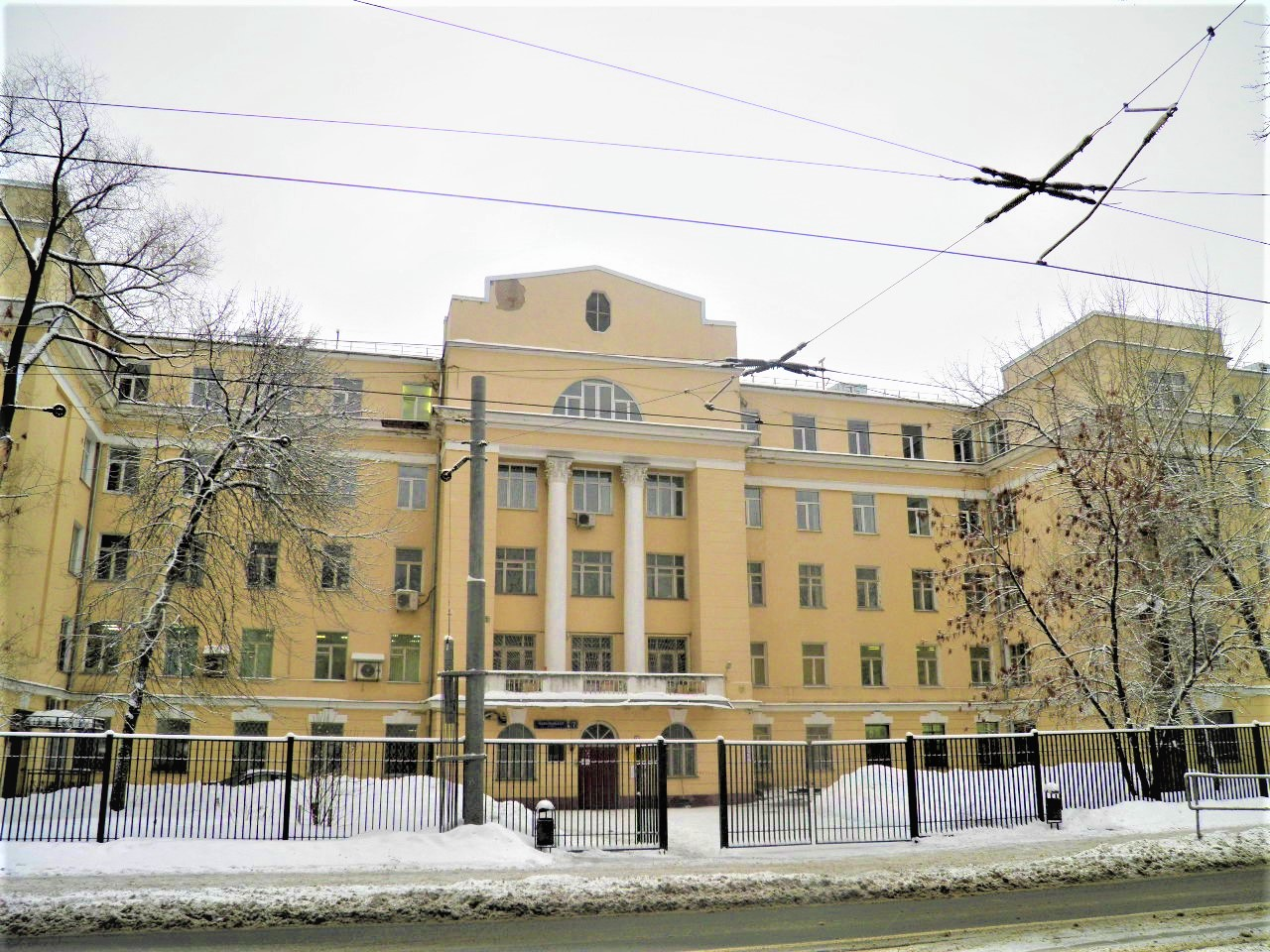
科普捷沃区 印刷高等学校 苏联装饰艺术 1938 年
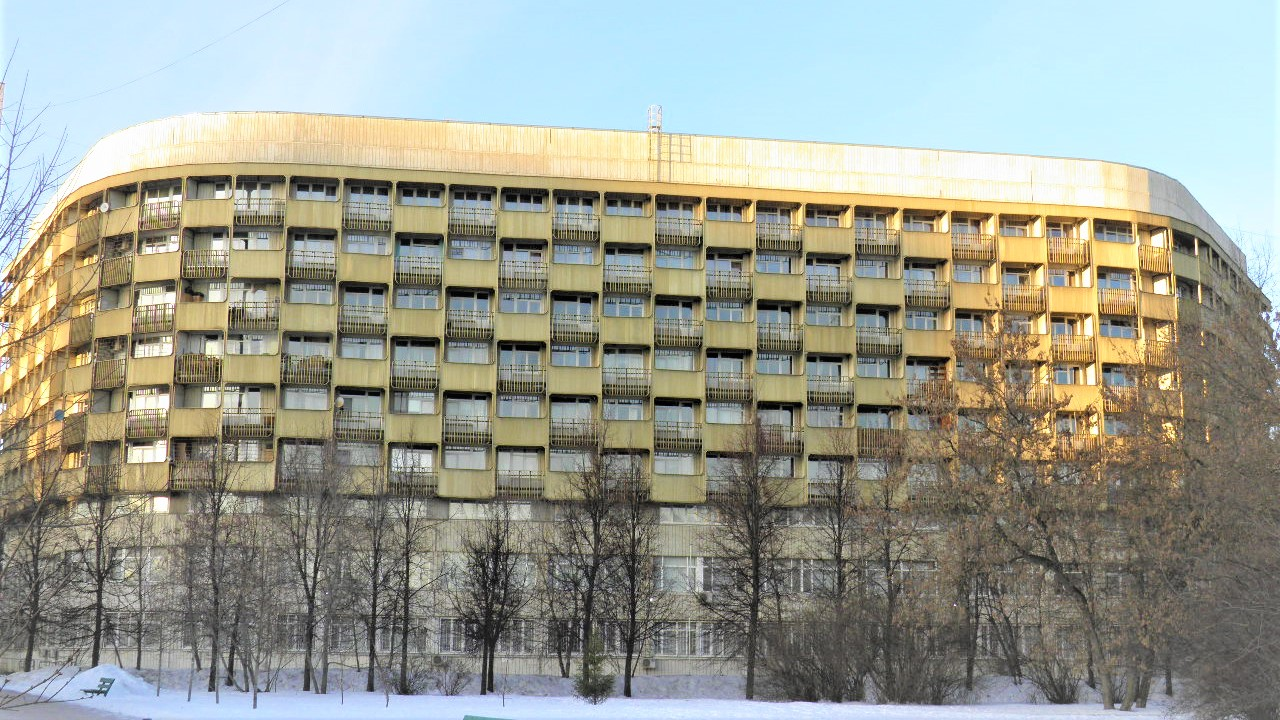
内务部大学校园 苏联现代主义 1979-1983
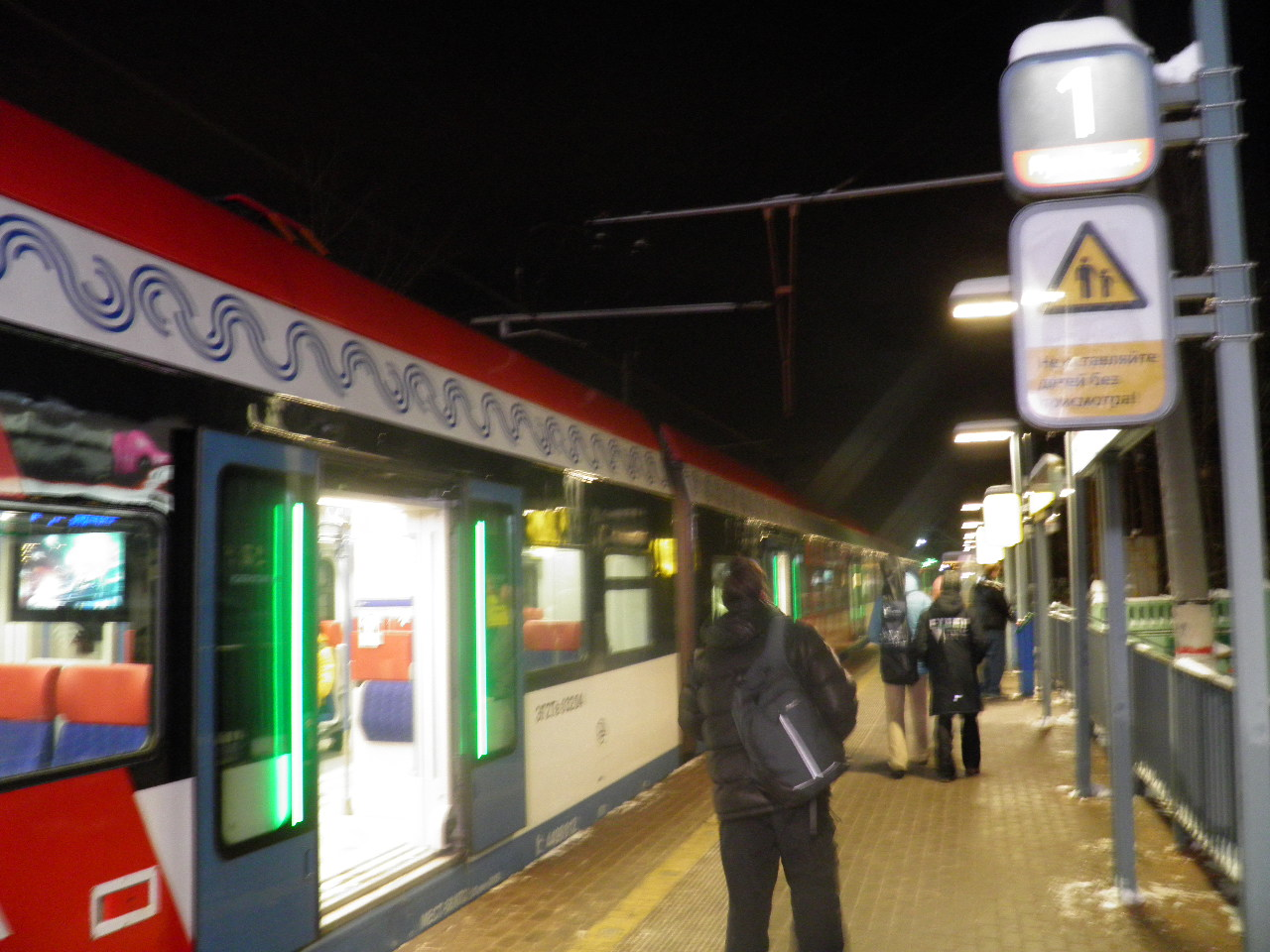
МЦД-2线的 红波罗的海舰队水兵站
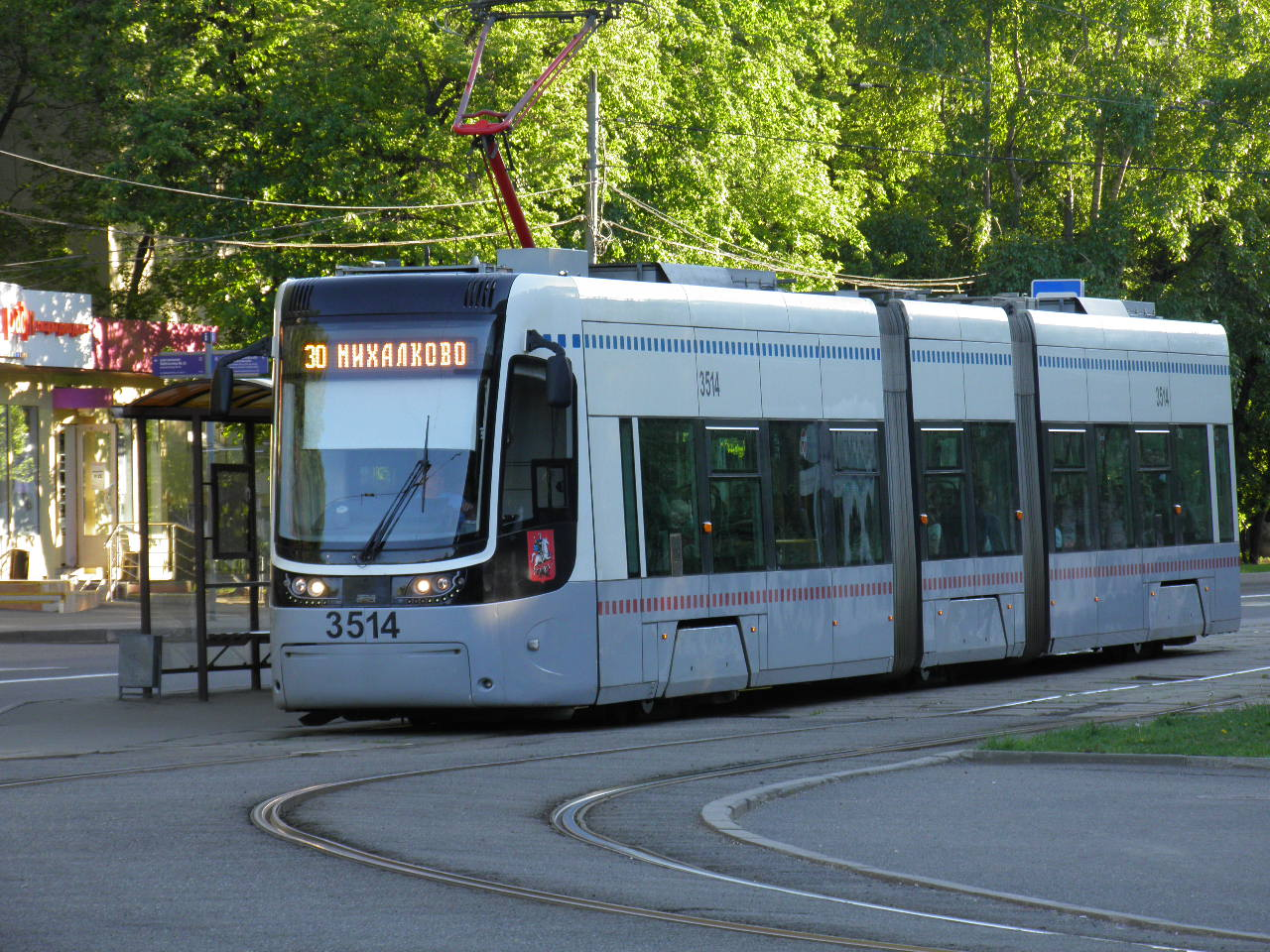
波兰电车 2019年
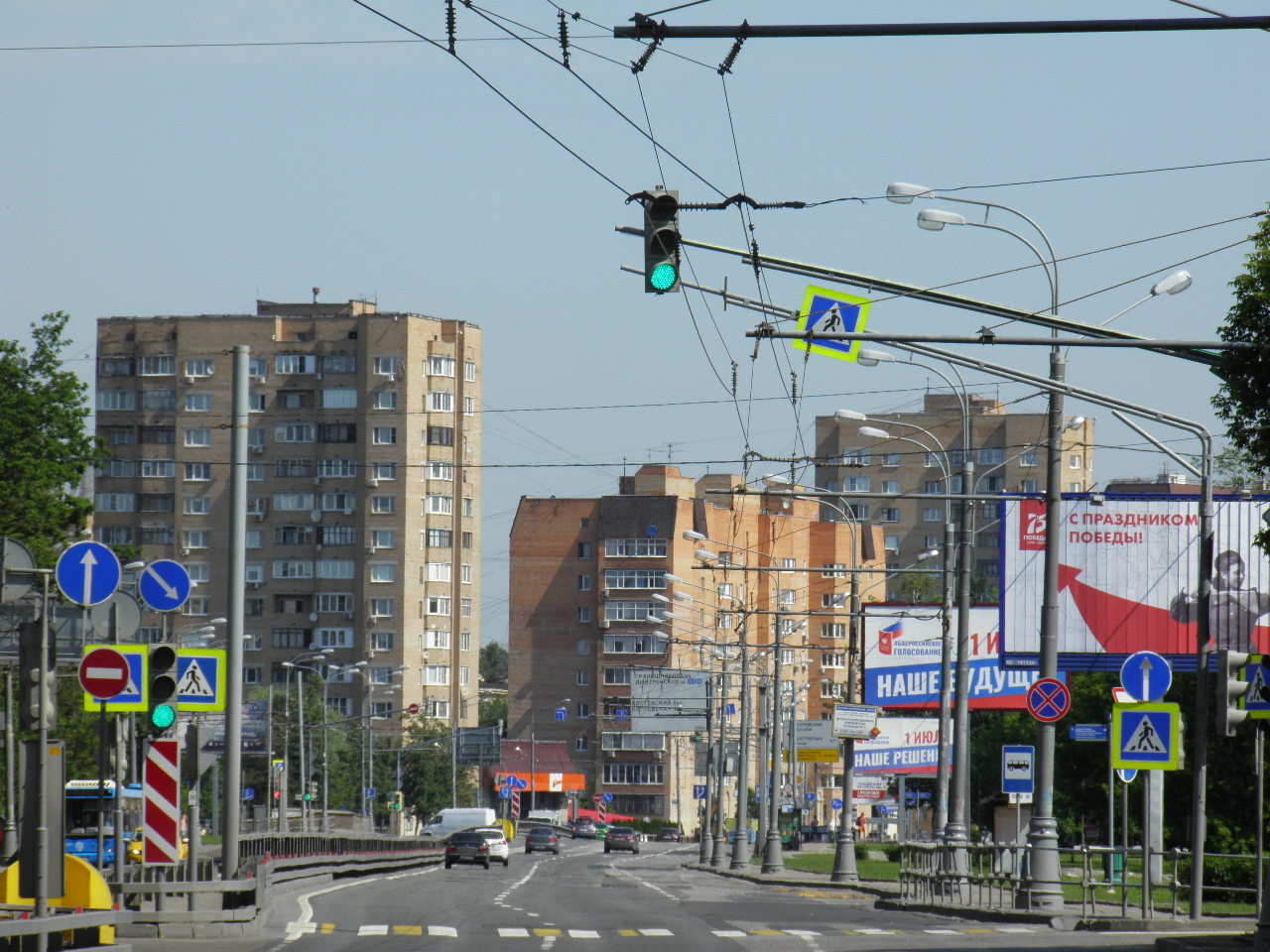
学术大路